# Brachoria enodicuma
Brachoria enodicuma är en mångfotingart som beskrevs av Keeton 1965. Brachoria enodicuma ingår i släktet Brachoria och familjen Xystodesmidae. Inga underarter finns listade i Catalogue of Life.